# Charles Itandje
Charles-Hubert Itandje, kamerunsko-francoski nogometaš, * 2. november 1982, Bobigny, Francija.

## Liverpool
Itandje je za  Liverpool podpisal 9. avgusta 2007, tja pa ga je kot rezervo za Pepeja Reino pripeljal menedžer Liverpoola Rafael Benitez. V klub je prišel po odhodu Jerzyja Dudka v Real Madrid, in Scotta Carsona na posojo v Aston Villo. Carson je bil namreč za celo sezono 2007/08 posojen v Villo.
Za novi klub je Itandje prvič nastopil na tekmi Carling pokala proti Readingu 25. septembra 2007, ki jo je Liverpool dobil s 4:2. Drugič je nastopil na tekmi Carling pokala proti Cardiffu, tretjič pa proti Chelsea v četrtfinalu tega tekmovanja. Kljub temu, da je Liverpool tekmo izgubil z 2:0, se je Itandje odlično izkazal.
V FA pokalu je Itandje prvič nastopil v tetjem kolu tekmovanja, na tekmi proti Luton Townu na Kenilworth Roadu, ki se je končala z rezultatom 1:1. Tudi na povratni tekmi je Itandje začel v vratih Liverpoola, ki je takrat tekmo dobil s 5:0. Slabše se je izkazal 16. februarja na domačem Anfieldu, ko je na tekmi proti Barnsleyu dobil dva zadetka, tekma pa se je končala z rezultatom 2:1 za Barnsley.